# کانگ کی دونگ
کانگ کی دونگ (کره‌ای: 강기둥؛ زادهٔ ۲۵ مارس ۱۹۸۷) بازیگر اهل کره جنوبی است.

## فیلم‌شناسی

### فیلم
| سال  | عنوان                  | نقش             | منابع |
| ---- | ---------------------- | --------------- | ----- |
| ۲۰۱۱ | گربه                   | نیروی امدادی #۲ |       |
| ۲۰۱۳ | کشنده                  | سه وون          |       |
| ۲۰۱۳ | پروانه نوردی           | جونگ شو         |       |
| ۲۰۱۹ | مردی با پتانسیل موفقیت | جین شیک         |       |

### مجموعه‌های تلویزیونی
| سال  | عنوان                    | نقش            | توضیحات                | منابع       |
| ---- | ------------------------ | -------------- | ---------------------- | ----------- |
| ۲۰۱۶ | همسر خوب                 | دوست‌پسر شی یون |                        |             |
| ۲۰۱۶ | عشق در مهتاب             | دالبونگ        |                        |             |
| ۲۰۱۷ | فردا با تو               | کاگگ کی دونگ   |                        |             |
| ۲۰۱۷ | مبارزه برای راهم         | جانگ کیونگ کو  |                        |             |
| ۲۰۱۷ | دفترچه زندان             | افسر پلیس سونگ |                        |             |
| ۲۰۱۹ | دربارهٔ زمان              | پارک وو جین    |                        |             |
| ۲۰۱۹ | عشق یک کتاب پاداش است    | پارک هون       |                        | [ ۱ ]       |
| ۲۰۲۰ | پادشاه: سلطنت ابدی       | منشی کیم       |                        |             |
| ۲۰۲۰ | مشکلی نیست که خوب نباشی  | جو جه سو       |                        | [ ۲ ]       |
| ۲۰۲۲ | تابستان دوست‌داشتنی ما    | جین سوپ        | حضور افتخاری (قسمت ۱۴) | [ ۳ ]       |
| ۲۰۲۲ | ستاره‌های دنباله‌دار       | دونگ جون       | حضور افتخاری (قسمت ۳)  | [ ۴ ] [ ۵ ] |
| ۲۰۲۲ | کوچکترین پسر یک کنگلومرا | جین هیونگ جون  |                        | [ ۶ ] [ ۷ ] |